# Miguel Ángel Fúster Coll
Miguel Ángel Fúster Coll (Binéfar, España, 22 de enero de 1933 - Caracas, Venezuela, 25 de septiembre de 2012) fue un compositor y músico de origen español, autor de numerosas bandas sonoras del cine de Venezuela. Fue nieto del filólogo Benito Coll.

## Biografía
Realizó sus estudios de piano y composición en el Real Conservatorio Superior de Música de Madrid donde fue alumno de Ataúlfo Argenta y más tarde profesor de armonía. Tras un breve periplo europeo, en 1958 se estableció en Venezuela, donde primeramente fue profesor de armonía en la Escuela de Arte Armando Reverón de Barcelona. Siguiendo los consejos de Mauro Mejíaz, se trasladó posteriormente a Caracas, donde formó parte de un grupo de artistas e intelectuales innovadores y concienciados socialmente, empeñados en incorporar al arte venezolano las corrientes vanguardistas. Aunque también intervino en algunas producciones como actor, pronto destacó por las bandas sonoras que compuso para distintos montajes teatrales y películas, colaborando con directores como  Clemente de la Cerda, Jesús Enrique Guédez, Mauricio Walerstein o Román Chalbaud, máximos exponentes del Nuevo Cine Venezolano.
En su dilatada carrera llegó a componer medio centenar de bandas sonoras, tanto para obras de ficción como documentales, además de otras composiciones destinadas al mundo publicitario y a la televisión. Ocupó cargos directivos en diversas empresas de comunicación y ya en los últimos años de su vida se dedicó a su otra gran pasión, la pintura.

## Selección de bandas sonoras para cine
- La metamorfosis (1962)
- Cuando quiero llorar no lloro (1973)
- La quema de Judas (1974)
- Crónica de un subversivo latinoamericano (1975)
- Sagrado y obsceno (1975)
- Soy un delincuente (1976)
- El pez que fuma (1977)
- Reincidente (1977)
- Simplicio (1977)
- Bodas de papel (1979)
- El retorno de Sabina (1980)
- Cangrejo (1982)
- Tiznao (1983)
- Agua que no has de beber (1984)
- Retén de Catia (1984)
- Morituri (1984)
- La muerte insiste (1984)
- Ifigenia (1986)
- Profundo (1988)
- En Sabana Grande siempre es de día (1988)
- La nave de los sueños (1996)
- La mágica aventura de Óscar (2000)